# Noctua immaculata
Noctua immaculata là một loài bướm đêm trong họ Noctuidae.